# Fakulta mechatroniky, informatiky a mezioborových studií Technické univerzity v Liberci
Fakulta mechatroniky, informatiky a mezioborových studií vznikla v roce 1995 jako Fakulta mechatroniky a mezioborových inženýrských studií (FM, případně FMMIS) a je tak druhou nejmladší fakultou Technické univerzity v Liberci. Zaměřuje se především na obory kombinující technické disciplíny (elektroniku, řízení, měření) s informatikou a přírodními vědami (matematické modelování, nanomateriály a nanotechnologie). Fakulta byla původně členěna na katedry, od restrukturalizace v roce 2007 je tvořena ústavy, jež zajišťují vědeckou, výzkumnou a pedagogickou činnost. V roce 2008 byla přejmenována na Fakultu mechatroniky, informatiky a mezioborových studií (FM, případně FMIMS). V současnosti fakulta zaměstnává přibližně 150 zaměstnanců a její obory studuje kolem 600 studentů v bakalářských, navazujících magisterských a doktorských studijních programech.

## Děkani fakulty
- prof. Ing. Jiří Zelenka, DrSc. (1995–1996)
- prof. Ing. Vojtěch Konopa, CSc. (1996–2001)
- prof. Dr. Ing. Jiří Maryška, CSc. (2002–2007)
- prof. Ing. Václav Kopecký, CSc. (2008–2015)
- prof. Ing. Zdeněk Plíva, Ph.D. (2016–2023)
- doc. Ing. Josef Černohorský, Ph.D. (od roku 2024)

## Katedry před restrukturalizací (do roku 2007)
- Katedra měření (KAM)
- Katedra elektrotechniky (KEL)
- Katedra elektroniky a zpracování signálů (KES)
- Katedra modelování procesů (KMO)
- Katedra řídící techniky (KŘT)
- Katedra softwarového inženýrství (KSI)
- Katedra aplikované informatiky (KAI)
- Katedra elektromechanických systémů (KMS)

## Ústavy po restrukturalizaci (od roku 2007)
- Ústav informačních technologií a elektroniky (ITE)
- Ústav mechatroniky a technické informatiky (MTI)
- Ústav nových technologií a aplikované informatiky (NTI)
- Ústav řízení systému a spolehlivosti (RSS), zrušen roku 2012

## Akreditované studijní programy

### Bakalářské (3 roky)
- Aplikované vědy v inženýrství - garant doc. Mgr. Jan Stebel, Ph.D.
- Mechatronika - garant  doc. Ing. Josef Černohorský, Ph.D.
- Informační technologie - garant doc. Ing. Josef Chaloupka, Ph.D.
- Nanotechnologie - garant prof. Ing. Josef Šedlbauer, Ph.D.

### Navazující magisterské (2 roky)
- Aplikované vědy v inženýrství  - garant doc. Ing. Petr Šidlof, Ph.D.
- Mechatronika - garant doc. Dr. Ing. Mgr. Jaroslav Hlava
- Informační technologie - garant doc. RNDr. Pavel Satrapa, Ph.D..
- Mechatronics (v angličtině) - garant doc. Dr. Ing. Mgr. Jaroslav Hlava
- Nanotechnologie - garant prof. Ing. Josef Šedlbauer, Ph.D.

### Doktorské (4 roky, možné studovat v češtině nebo angličtině)
- Aplikované vědy v inženýrství] - garant  doc. Ing. Petr Šidlof, Ph.D.
- Nanotechnologie - garant prof. Dr. Ing. Miroslav Černík, CSc.
- Technická kybernetika - garant prof. Ing. Zbyněk Koldovský, Ph.D.

## Významné osobnosti
- Jan Nouza
- Pavel Satrapa